# Patrice Dumont
Patrice Dumont est un journaliste et commentateur sportif français ; il a été directeur de la rédaction d’Eurosport France (de juillet 2003 à mars 2008).

## Biographie

### Études et carrière sportive
Il est international de patinage de vitesse (1981-1991), et champion de France en 1981 ; il participe aux Championnats du Monde Juniors 1981 (Elverum, Norvège), et aux épreuves de coupe du monde (Berlin, Heerenveen, Savalen…). Il mène en parallèle ses études à l’INSEP et l’université Paris V, puis débute en janvier 1992 sa carrière comme pigiste sur Eurosport.

### Eurosport France
Durant les 15 années à Eurosport, il couvre neuf Jeux olympiques (Albertville 92, Lillehammer 94, Nagano 98, Salt Lake City 02, Turin 06, Barcelone 92, Atlanta 96, Sydney 00 et Athènes 04). Amateur de sports d’hiver, il crée le magazine Ski Max. Il commente pendant de nombreuses années (1994-2004) les coupes du monde de saut à ski, et championnats du monde de ski nordique (avec Nicolas Jean-Prost) ; il commente aussi de 2000 à 2007 la ligue mondiale de volleyball (avec Gérard Castan) et la Coupe ULEB de basketball.
De janvier 2002 à mai 2003, il est rédacteur en chef adjoint d’Eurosport France, et il en prend la direction en juin 2003. Il y reste jusqu’en mars 2008, amenant la chaine à la première place des chaines du câble et du satellite (2,3 %) au printemps 2006.
Il rejoint le groupe Canal+ en mai 2008 et y reste jusqu'en 2013. Il est ensuite rédacteur en chef basketball sur SFR Sport de septembre 2015 à mars 2017.